# Ионеску-Рион, Райку
Райку Ионеску-Рион (рум. Raicu Ionescu-Rion, 1872—1895) — румынский учёный-социалист, литературный критик и публицист. Пропагандист марксизма и атеизма, критик реформизма и анархизма.

## Биография
Родился в семье крестьянина в селе Балабанешты Тутовского уезда. Окончив гимназию в г. Бырлад, в 1890 г. переезжает в Яссы, где поступает одновременно на литературно-философский факультет университета и в Высшее педагогическое училище.
Восприняв идеи социалистического журнала «Современник» (рум. Contemporanul), становится убежденным материалистом и начинает глубоко изучать марксистскую литературу. В 1891—1893 гг. социал-демократический журнал «Социальная критика» (рум. Critica socială) публикует его труды «Религия! Семья! Собственность!», получившую положительную оценку Фридриха Энгельса, «Идеализм и экономический материализм», «Буржуазная социология и теория классовой борьбы».
В 1893 г. Ионеску-Рион был назначен преподавателем гимназии. Однако тяжелая болезнь прервала его деятельность и через два года он умер.

## Сочинения
- Ionescu Raicu-Rion. Scrieri literare. Iaşi, Editura Saraga, 1895
- Ionescu Raicu-Rion. Datoria artei. Bucureşti, E.S.P.L.A., 1959
- Ionescu Raicu-Rion. Scrieri. Bucureşti, Editura Ştiinţifică, 1964
- Ionescu Raicu-Rion. Arta revoluţionară. Bucureşti, Editura Ştiinţifică, 1972